# Taenioides purpurascens
Taenioides purpurascens es una especie de pez de la familia de los Gobiidae en el orden de los Perciformes.

## Hábitat
Es un pez de mar de clima tropical y bentopelágico.

## Distribución geográfica
Se encuentra en Australia.

## Observaciones
Es inofensivo para los humanos. 